# Fausto Moreno
Fausto Moren (ur. 11 lutego 1971 w Rzymie) – włoski aktor pornograficzny. Występował także jako Luca, Franco, Lele, Ferenz, Franco Moreno, Corrado, El Moreno, Fausto Zulli i Moreno.

## Kariera branży porno
Zadebiutował przed kamerami w filmie In-X-Cess Erotic Dream of Aladdin'X (1993) w reżyserii Luca Damiano z Christophem Clarkiem w roli Aladyna. Został potem obsadzony w realizacji Joe D’Amato i Luca Damiano Marco Polo (Marco Polo: La storia mai raccontata, 1994) z Rocco Siffredi jako tytułowym jednym z największych podróżników. 
Wystąpił w dramacie biograficznym Guardami (1999) nominowanym do włoskiej nagrody Ciak d’oro (Golden Ciak) w kategoriach: „Najlepszy projektant” (Alessandro Marrazzo) i „Najlepsza kinematografia” (Giovanni Cavallini). 
Pojawił się też w Banana Meccanica (2002), Fashion (2003), Gigolo per Italiane in Calore (2003), produkcji Rocco Siffrediego Transseksualiści wkraczają do Włoch! (She-Males Invade Italy!, 2005) z udziałem transseksualistów, Danger in the Night (2005). W parodii porno Gorzkie gody - Andrei Nobiliego Sweet Bitter Moon (2006) wystąpił w scenie z Monicą Sweetheart i Steve’em Holmesem. W trylogii Antonio Adamo Rzym (Roma, 2008) z Andreą Moranty (Marek Antoniusz) zagrał postać Lucjusza Vorenusa.

## Nagrody i nominacje
| Rok  | Nagroda                     | Kategoria                             | Rezultat  |
| ---- | --------------------------- | ------------------------------------- | --------- |
| 2004 | European X Award (Bruksela) | Najlepszy aktor drugoplanowy (Włochy) | Nominacja |